# Pentidotea resecata
Pentidotea resecata là một loài chân đều trong họ Idoteidae. Loài này được Stimpson miêu tả khoa học năm 1857.